# امپراتوری چین ۳
امپراتوری چین ۳ یک سریال تلویزیونی چینی ساخته سال ۲۰۱۷ است این سریال اقتباسی از رمانی با همین نام به نوشته سون هاوهویی است، داستان سریال به وقایع دوران دولت‌های جنگ‌طلب عمدتاً از دید سرزمین چین در زمان پادشاه ژائوشیانگمی پردازد. این سریال نخستین بار در سال ۲۰۱۷ از شبکه CCTV-1 در سرزمین اصلی چین پخش شد. پیش از آن سریال‌های امپراتوری چین (۲۰۰۹) و امپراتوری چین ۲: اتحاد (۲۰۱۲) و پس از آن سریال امپراتوری چین ۴ ساخته و پخش شد.

## پخش
| منطقه           | شبکه   | تاریخ                     | یادداشت           |
| --------------- | ------ | ------------------------- | ----------------- |
| سرزمین اصلی چین | CCTV-1 | ۹ فوریه - ۶ مارس ۲۰۱۷     |                   |
| سرزمین اصلی چین | لی‌اکو  | ۹ فوریه ۲۰۱۷ -؟           |                   |
| سرزمین اصلی چین | تنسنت  | ۹ فوریه ۲۰۱۷ -؟           |                   |
| سرزمین اصلی چین | یوکو   | ۹ فوریه ۲۰۱۷ -؟           |                   |
| مالزی           | NTV7   | ۳ ژوئن ۲۰۱۷–۱۴ اکتبر ۲۰۱۷ | شنبه؛ ۲۰:۳۰–۲۲:۳۰ |